# Fire Information for Resource Management System

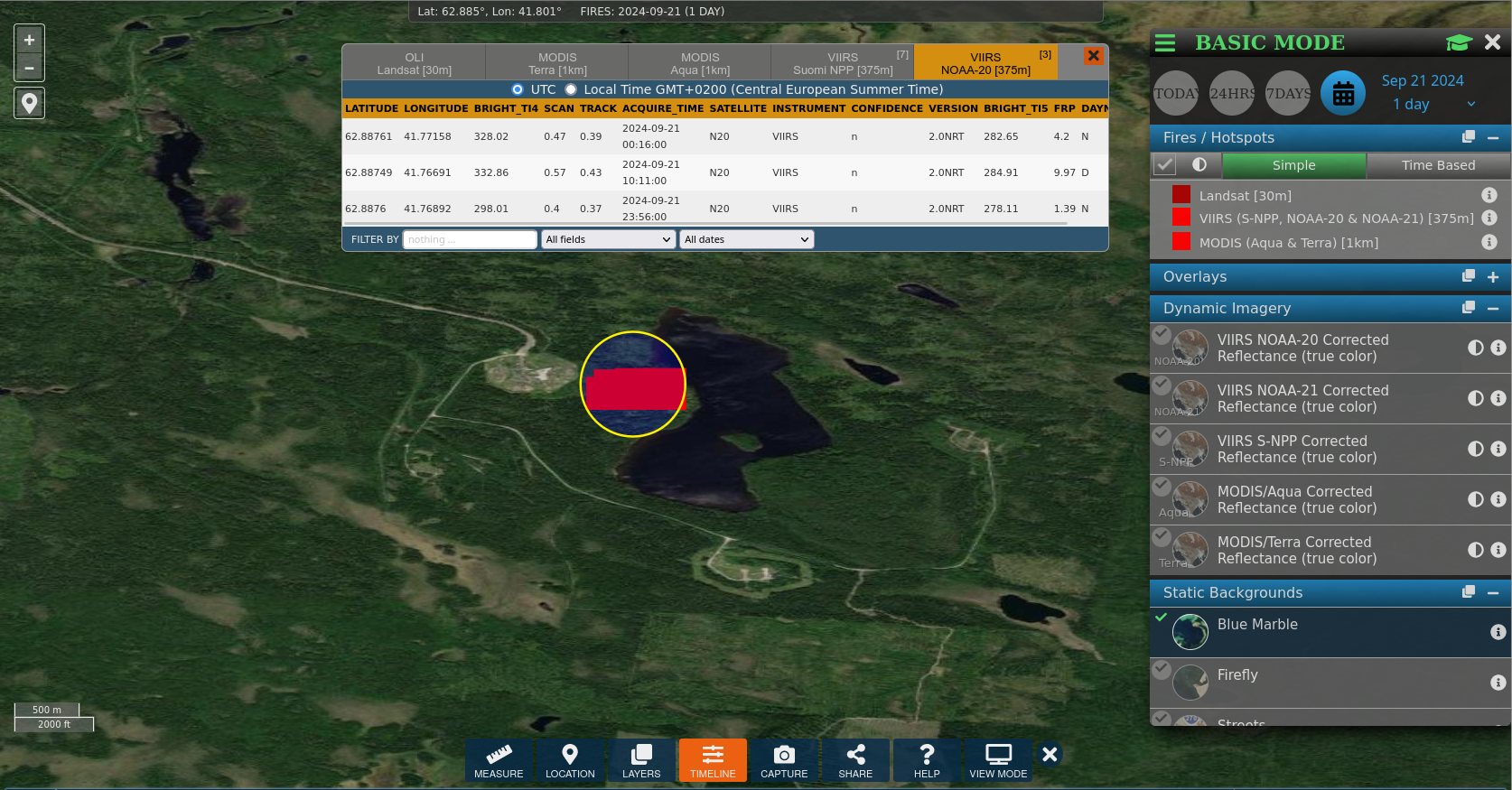
Schermata di NASA FIRMS

Da più di un decennio la NASA attraverso il Fire Information for Resource Management System (FIRMS) fornisce opendata disponibili a chiunque sugli incendi nel mondo utilizzando i sensori Moderate Resolution Imaging Spectroradiometer (MODIS) e Visible Infrared Imaging Radiometer Suite (VIIRS) a bordo dei satelliti di osservazione Terra e Aqua  entro 3 ore dall'osservazione. I dati sugli incendi attivi nelle ultime 24,48 ore o settimanali relativi ai continenti tra cui l'Europa possono essere scaricati in formato shapefile, KML, WMS o file di testo csv da qui : https://firms.modaps.eosdis.nasa.gov/active_fire/#firms-txt , mentre i dati annuali dei 2 sensori MODIS e VIIRS relativi agli stati tra cui l'Italia possono essere scaricati da qui: https://firms.modaps.eosdis.nasa.gov/download/
Gli utenti che utilizzano FIRMS possono anche registrarsi per ricevere via e-mail Fire Alerts che  notificano loro incendi rilevati in specifiche aree di interesse. Con questo servizio gratuito si possono ricevere avvisi quasi in tempo reale  come riepiloghi giornalieri o settimanali. Ogni settimana circa 15.000 avvisi FIRMS (inclusi avvisi giornalieri, avvisi rapidi e avvisi settimanali) vengono inviati agli utenti in più di 160 paesi.
I dataset scaricabili hanno le seguenti variabili :
- Latitude : Latitudine centrale del pixel dell'incendio di 1 km, ma non necessariamente la posizione effettiva dell'incendio, poiché uno o più incendi possono essere rilevati all'interno del pixel di 1 km
- Longitude : Longitudine centrale del pixel dell'incendio di 1 km, ma non necessariamente la posizione effettiva dell'incendio, poiché uno o più incendi possono essere rilevati all'interno del pixel di 1 km.
- Brightness : Luminosità in Kelvin del canale 21 del pixel
- Scan : Dimensione in pixel della scansione . Scansione e traccia riflettono le dimensioni effettive dei pixel.
- Track : Dimensione in pixel della traccia . Scansione e traccia riflettono le dimensioni effettive dei pixel.
- Acq_Date : Data di acquisizione
- Acq_Time : Ora dell'acquisizione
- Satellite : A = Aqua o T = Terra
- Confidence : Stima di confidenza della rilevazione compresa tra 0 e 100%
- Version : Raccolta o fonte di elaborazione
- Bright_T31 : Luminosità in Kelvin del canale 31 del pixel
- FRP : Potenza in mega watt dell'incendio
- Type : 0 = presunto incendio della vegetazione; 1 = vulcano attivo; 2 = altra fonte di terra statica;3 = in mare aperto.
- DayNight : D= Fuoco diurno, N= Fuoco notturno

Conoscendo latitudine e longitudine dell'incendio, luminosità e potenza si possono utilizzare strumenti gratuiti tra cui Google Map o Tableau Public per tracciare la posizione degli incendi su apposite mappe interattive . Si possono inoltre utilizzare algoritmi di machine learning branca dell'intelligenza artificiale per predire la potenza in mega watt dell'incendio o la sua luminosità in base alle altre variabili che vengono utilizzate come predictors.

## Esempio con My Google Map
Scaricare il file Kml da qui: https://firms.modaps.eosdis.nasa.gov/active_fire/#firms-kml relativo al continente a cui si è interessati, per esempio l'Europa . Tramite il proprio Account Google, accedere a My Maps, creare una nuova mappa e infine caricare il file Kml precedentemente salvato. Fare lo zoom della mappa per ingrandire la zona di interesse e cliccare sui segnaposto delle fiamme per conoscere le coordinate dell'incendio. Ad esempio questa è la mappa degli incendi dell'Europa dalle 00:11 AM del 15 agosto 2021 alle 7:50 AM del 16 agosto 2021 secondo il sensore MODIS.